# Mur skalny

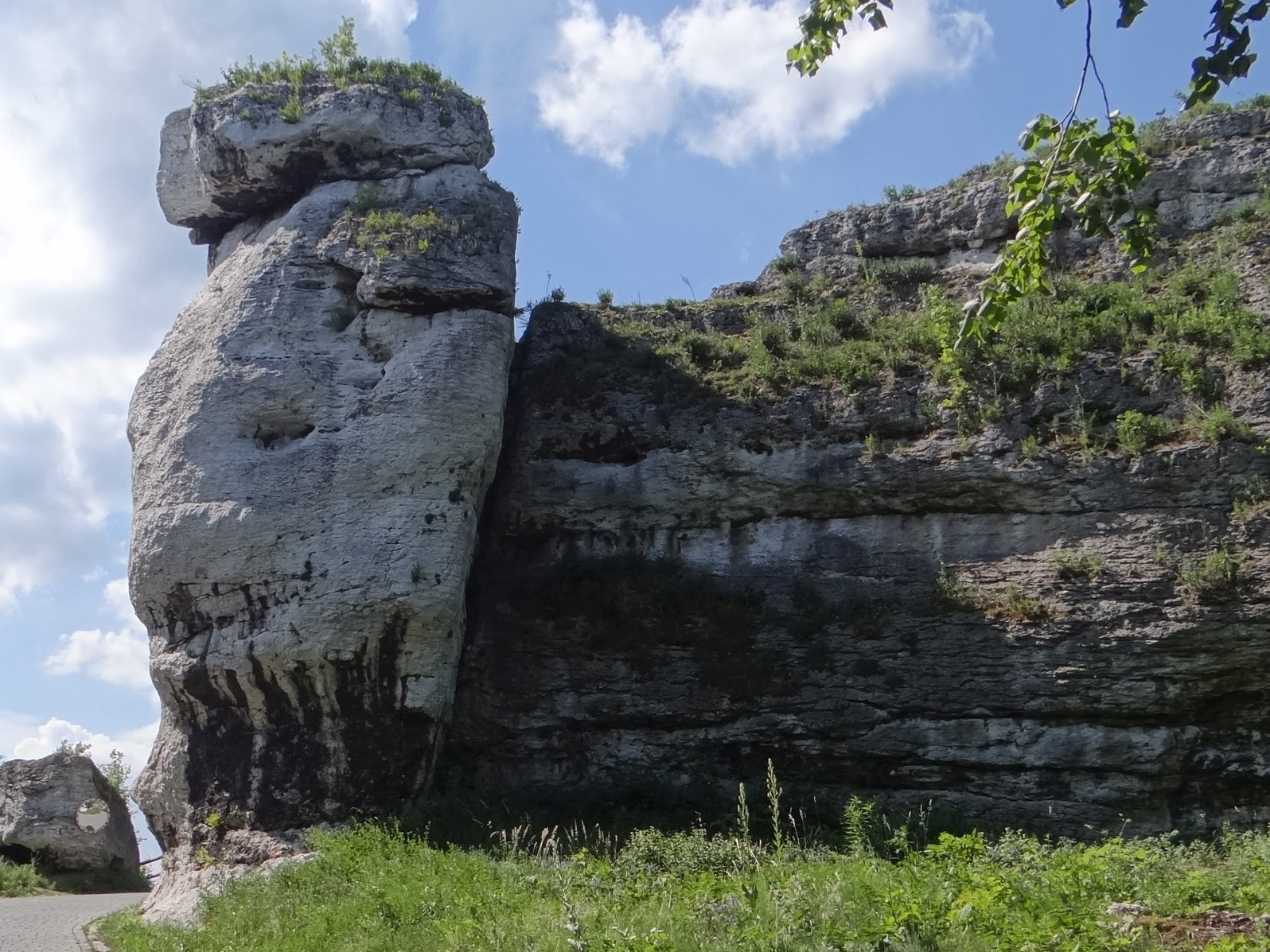
Skała Kapelusz i mur skalny po jej prawej stronie

Mur skalny – rodzaj skalicy (skałki). Jest to skała o pionowych, lub zbliżonych do pionu ścianach i dużej długości w stosunku do wysokości. Swoim wyglądem przypomina mur. Istnieją też skały posiadające własną nazwę Skalny Mur.
W tatrologii i taternictwie murem skalnym nazywa się bardzo strome i długie ściany szczytów lub odcinków grani, np. Mur Hrubego, Jaworowy Mur. 